# Mayo-Tatchun
Pour les articles homonymes, voir Mayo et Tatchun.
Circonscription électorale territoriale du Canada
Mayo-Tatchun est une circonscription électorale territoriale du Yukon au (Canada).
L'actuel député territoriale est le libéral Jeremy Harper.

## Liste des députés
|  | 1992 - 1996 | Danny Joe (en)  | Néo-Démocrate |
|  | 1996 - 2000 | Eric Fairclough | Néo-Démocrate |
|  | 2000 - 2002 | Eric Fairclough | Néo-Démocrate |
|  | 2002 - 2006 | Eric Fairclough | Néo-Démocrate |
|  | 2006 - 2011 | Eric Fairclough | Libéraux      |
|  | 2011 - 2016 | Jim Tredger     | Néo-Démocrate |
|  | 2016 - 2021 | Don Hutton      | Libéraux      |
|  | 2016 - 2021 | Don Hutton      | Indépendant   |
|  | 2021 - ...  | Jeremy Harper   | Libéraux      |

Légende : Le nom en gras signifie que la personne a été chef d'un parti politique.

## Résultats des Élections
| Élection générale yukonnaise de 2011 | Élection générale yukonnaise de 2011 | Élection générale yukonnaise de 2011 | Élection générale yukonnaise de 2011 |
| Candidat                             | Candidat                             | Parti                                | # de voix                            |
| ------------------------------------ | ------------------------------------ | ------------------------------------ | ------------------------------------ |
|                                      | Jim Tredger                          | Néo-Démocrate                        | 282                                  |
|                                      | Elaine Wyatt                         | Parti du Yukon                       | 214                                  |
|                                      | Eric Fairclough                      | Libéraux                             | 181                                  |
| Total                                | Total                                | Total                                | 667                                  |